# Akademia Sztuki w Szczecinie

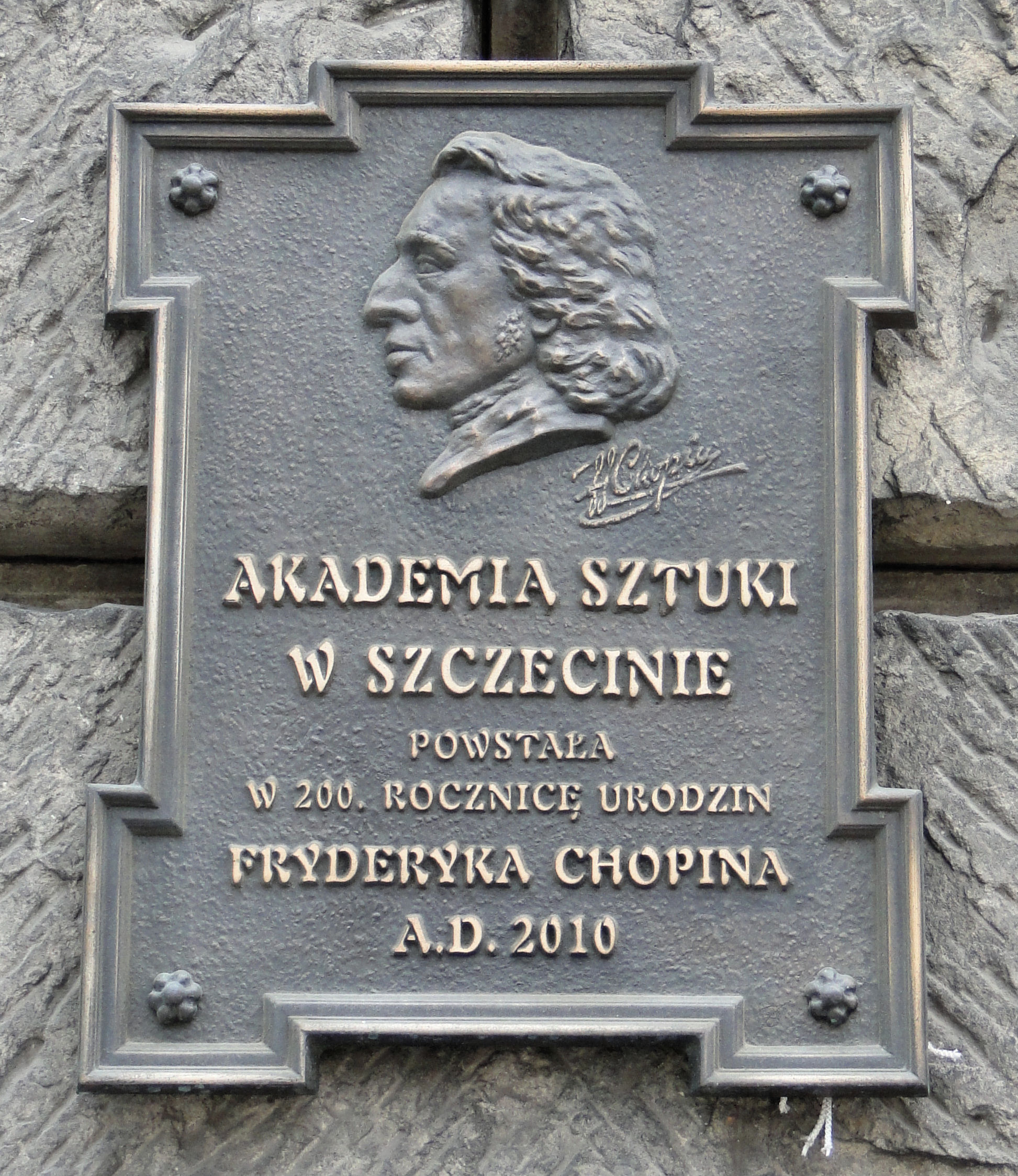
Tablica na ścianie Pałacu pod Globusem

Akademia Sztuki w Szczecinie – polska publiczna szkoła wyższa prowadząca badania i kształcenie w obszarze sztuk muzycznych, plastycznych, teatralnych oraz nauk humanistycznych. Nadzór  nad  nią sprawuje  minister właściwy do spraw kultury i ochrony dziedzictwa narodowego.
Kształcenie studentów prowadzone jest na I i II stopniu, na kierunkach obejmujących muzykę (m.in. instrumentalistyka, wokalistyka, edukacja artystyczna w zakresie sztuki muzycznej) oraz sztuki wizualne (m.in. grafika, architektura wnętrz, nowe media, wzornictwo).
Uczelnia mieści się w 5 budynkach, m.in. w pałacu „Pod Globusem” i pałacu Ziemstwa Pomorskiego.

## Struktura uczelni
Struktura uczelni w 2020 r. obejmowała:
- Kolegium Sztuk Muzycznych:
  - Wydział Edukacji Artystycznej
  - Wydział Instrumentalny
  - Wydział Wokalny

- Kolegium Sztuk Wizualnych:
  - Wydział Architektury Wnętrz
  - Wydział Grafiki
  - Wydział Malarstwa
  - Wydział Sztuki Mediów
  - Wydział Wzornictwa

## Historia
Akademia Sztuki powstała w 2010 na mocy ustawy z dnia 29 kwietnia 2010 w wyniku połączenia  Wydziału Edukacji Muzycznej, będącego szczecińską filią Akademii Muzycznej w Poznaniu, Katedry Edukacji Artystycznej Uniwersytetu Szczecińskiego oraz Wyższej Szkoły Sztuki Użytkowej w Szczecinie (która uległa samorozwiązaniu).
Przed powołaniem kolegiów na uczelni funkcjonowały 4 wydziały:
- Wydział Sztuk Wizualnych
- Wydział Edukacji Muzycznej
- Wydział Instrumentalny
- Wydział Malarstwa i Nowych Mediów

## Rektorzy
- 2010–2016: prof. Ryszard Handke (powołany przez Ministra Kultury i Dziedzictwa Narodowego)[7]
- 2016–2020: prof. Dariusz Dyczewski[8][9]
- 2020– dr hab. Mirosława Jarmołowicz, prof. AS